# Sam Van de Mieroop
Sam Van de Mieroop, né le 3 septembre 1991 à Merksem, est un coureur cycliste belge.

## Biographie
Sam Van de Mieroop s'impose notamment sur une étape du Tour de Guyane en 2015 puis en 2016
En 2018, il termine sixième du Tour du Faso. L'année suivante, il se classe troisième du Tour du Togo. Il remporte également une étape du Tour de Madagascar.

## Palmarès sur route

### Par année
- 2015
  - 7e étape du Tour de Guyane
- 2016
  - 8e étape du Tour de Guyane
- 2018
  - 6e étape du Tour du Faso (contre-la-montre par équipes)
- 2019
  - 6e étape du Tour de Madagascar
  - 3e du Tour du Togo

### Classements mondiaux
| Année           | 2019   |
| --------------- | ------ |
| UCI Europe Tour | 1 362e |

## Palmarès sur piste

### Championnats nationaux
- 2012
  - 3e du championnat de Belgique de vitesse
- 2013
  - 2e du championnat de Belgique de poursuite par équipes